# Confédération des petites et moyennes entreprises
 (février 2024).
La Confédération des petites et moyennes entreprises (CPME), anciennement Confédération générale des petites et moyennes entreprises (CGPME), est une organisation patronale française représentant les petites et moyennes entreprises.

## Historique
Avant la Seconde Guerre mondiale, la représentation syndicale des petites et moyennes entreprises est assurée par la Confédération générale de la production française, puis, à partir de 1936 et jusqu'en 1940, de la Confédération générale du patronat français. Ces deux organisations ambitionnent de défendre les intérêts de l'ensemble des entreprises françaises, sans distinction de taille.
En 1936, les accords de Matignon qui font suite à l'arrivée au pouvoir du Front populaire suscitent des dissensions parmi les adhérents de la Confédération générale de la production française. Certains chefs de petites et moyennes entreprises, à l'instar de l'industriel Léon Gingembre, critiquent une mainmise des patrons de grandes entreprises sur l'organisation patronale.
Après guerre, le souvenir des accords de Matignon reste vif au sein du patronat français. Le refus du gouvernement provisoire de la République française de rétablir la Confédération générale du patronat française, dissoute par décret par le régime de Vichy, lui donne l'occasion d'autonomiser la représentation syndicale des PME français.
Léon Gingembre crée la Confédération générale des petites et moyennes entreprises (CGPME) en octobre 1944. Elle est aujourd'hui présente dans tous les départements de France, et parfois comme structure régionale. Elle exerce de nombreux mandats patronaux auprès des CCI, des commissions départementales des impôts (CDI), de la commission des droits et de l'autonomie des personnes handicapées, du FONGECIF, de Pôle emploi, de la CPAM, de la CAF, de l’URSSAF, des juges consulaires ou des mandats emploi et formation notamment à l’Agefos-PME.
Ses adhérents sont des dirigeants d'entreprise qui ont investi leur propre patrimoine dans leur société.
Depuis 2015, le président de la CPME est François Asselin.
Il est le successeur de Jean-François Roubaud qui avait été élu par 72 % des votants le 16 octobre 2002 ; son mandat a été renouvelé en janvier 2010.
Depuis 2003, la CPME réunit chaque année au Palais des congrès de Paris plus de 10 000 chefs d'entreprise lors de Planète PME, la journée nationale CPME, où se déplacent souvent plusieurs ministres.
En juillet 2016, la CGPME annonce qu'elle va être rebaptisée et s'appellera la CPME (Confédération des petites et moyennes entreprises) dès l'année suivante, et rafraîchira également son identité visuelle. Ce changement de nom devient effectif au 1er janvier 2017.

## Représentation
La CPME représente environ 4 500 000 PME par le biais des branches professionnelles d'une part et par les adhésions individuelles d'autre part. Elle réunit près de 250 fédérations professionnelles.
En 2011, la CPME revendique 600 000 adhérents indirects pour un budget de 9 millions d’euros. Elle a reçu 6,8 millions d'euros de subventions publiques au titre de sa contribution aux organismes paritaires, soit 75 % de ses recettes.

## Les présidents
1. Léon Gingembre, de 1944 à 1978
2. René Bernasconi, de 1978 à 1990
3. Lucien Rebuffel, de 1990 à 2000
4. Jacques Freidel, de 2000 à 2002 (démissionnaire)
5. Jean-François Roubaud, de 2002 à 2015[10]
6. François Asselin, de 2015 à 2025
7. Amir Reza-Tofighi, depuis 2025

## Activité de lobbying

### Auprès des institutions de l'Union européenne
La CPME est inscrite depuis 2011 au registre de transparence des représentants d'intérêts auprès de la Commission européenne, et déclare en 2017 pour cette activité des dépenses annuelles d'un montant compris entre 200 000 et 300 000 euros.

### En France
Pour l'année 2017, la CPME déclare à la Haute Autorité pour la transparence de la vie publique exercer des activités de représentation d'intérêts en France pour un montant qui n'excède pas 75 000 euros.

## Logos

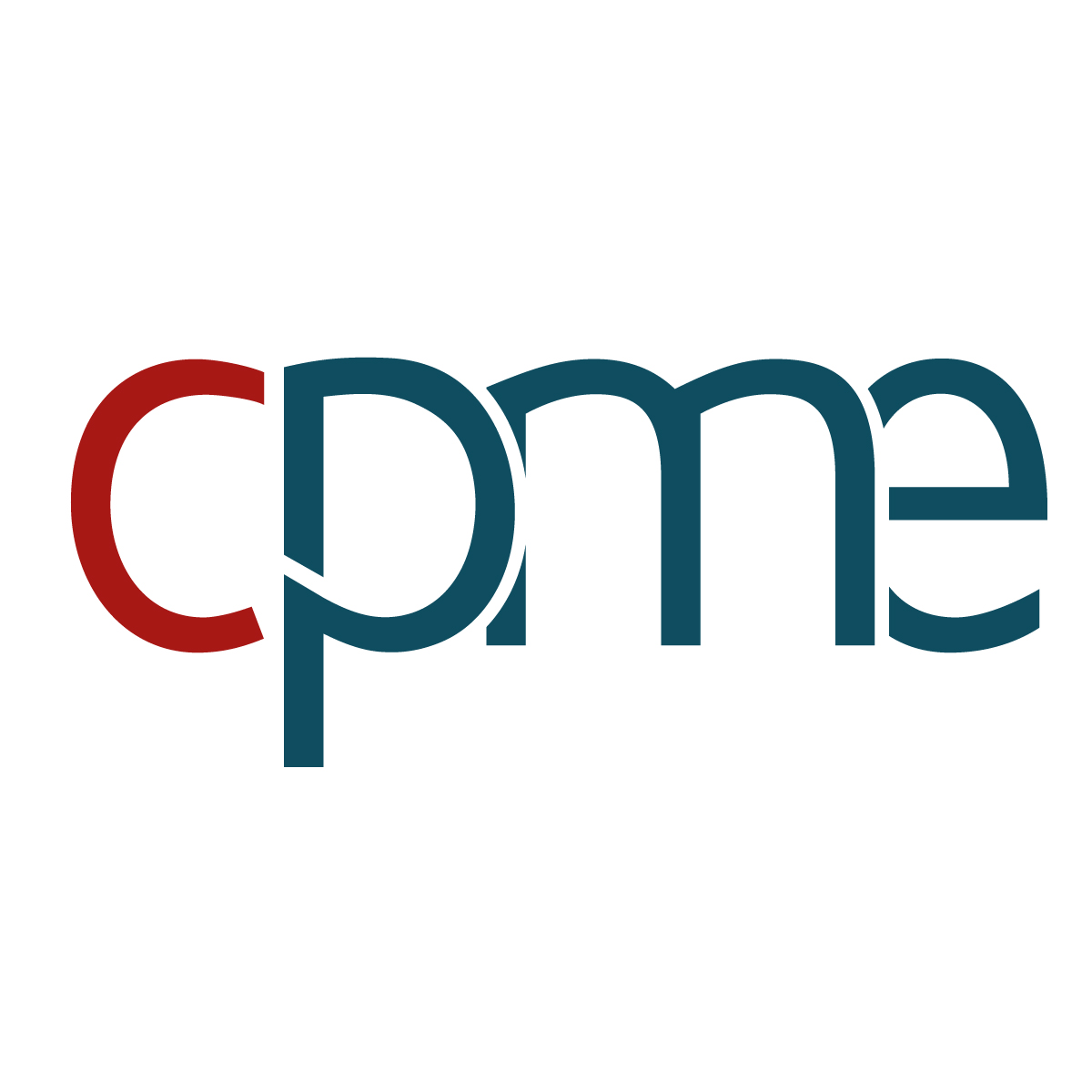
Confédération des Petites et Moyennes Entreprises